# Campari

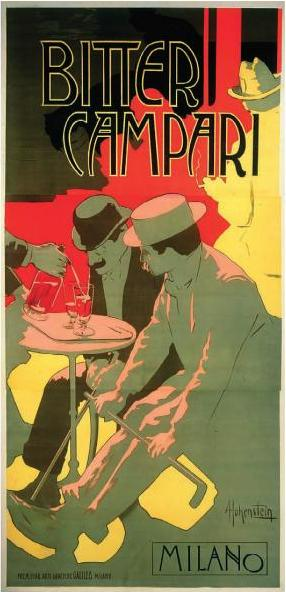
Plakat reklamujący likier projektu Adolfa Hohensteina z 1901

Campari – włoski bitter pomarańczowy o słodko-gorzkim smaku i zawartości około 25% alkoholu, produkowany przez Davide Campari (mediolańskie przedsiębiorstwo założone przez Gaspare'a Campariego w 1860, należące obecnie do International Distillers & Vintners). Napój powstał kilka lat po założeniu firmy i pierwotnie posiadał nazwę bitter all'uso Hollanda (wł. bitter w stylu holenderskim), zmienioną następnie na bitter del signor Campari (wł. bitter pana Campari), później zaś Bitter Campari. Współcześnie produkuje się go na całym świecie z wykorzystaniem półproduktów pochodzących z Włoch.

## Produkcja
Do składników roślinnych zalanych wcześniej wrzącą wodą dodaje się spirytus rektyfikowany. Roztwór o zawartości około 68% alkoholu miesza się po filtracji m.in. z cukrem oraz czerwonym barwnikiem.

## Galeria

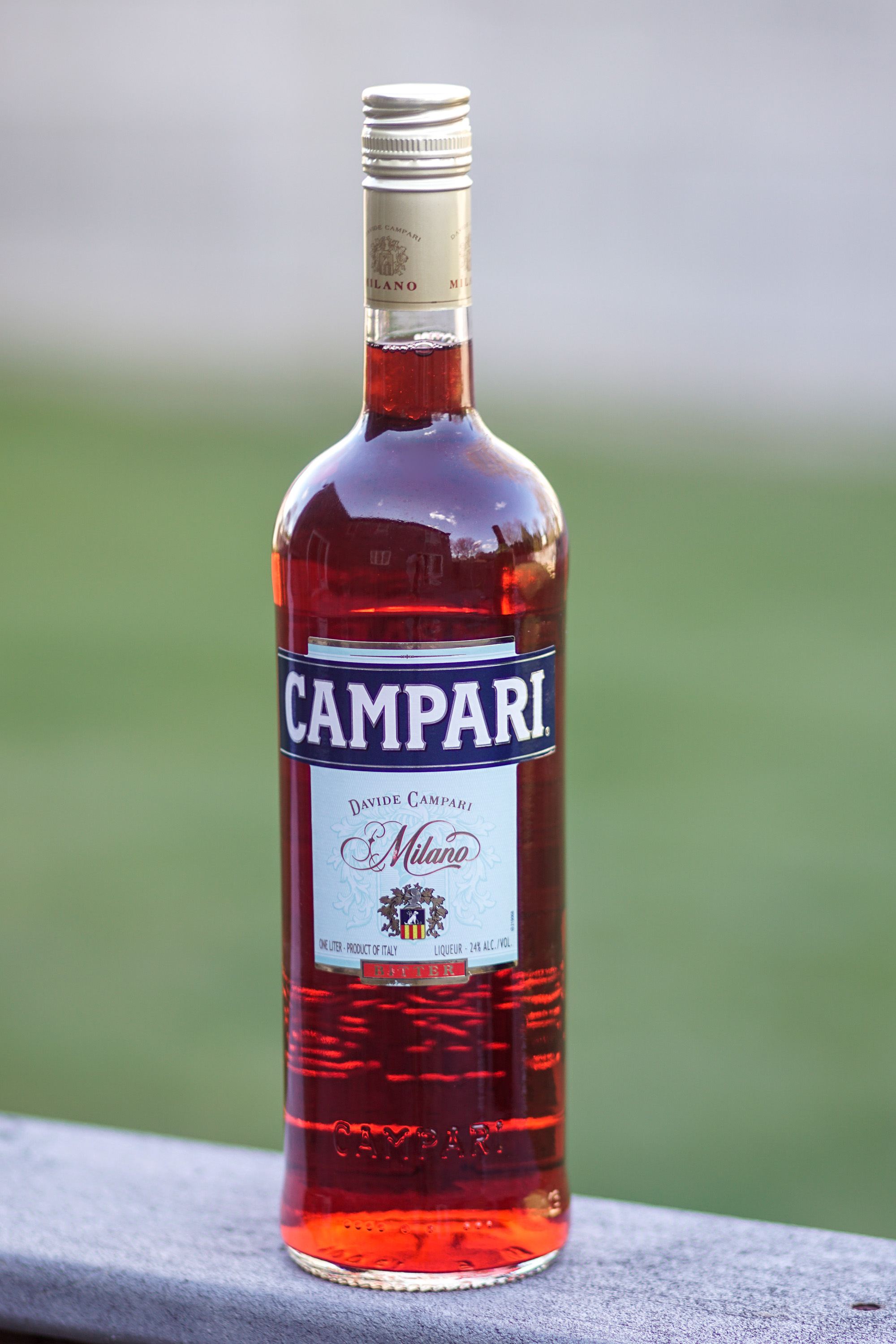
Butelka Bitter Campari
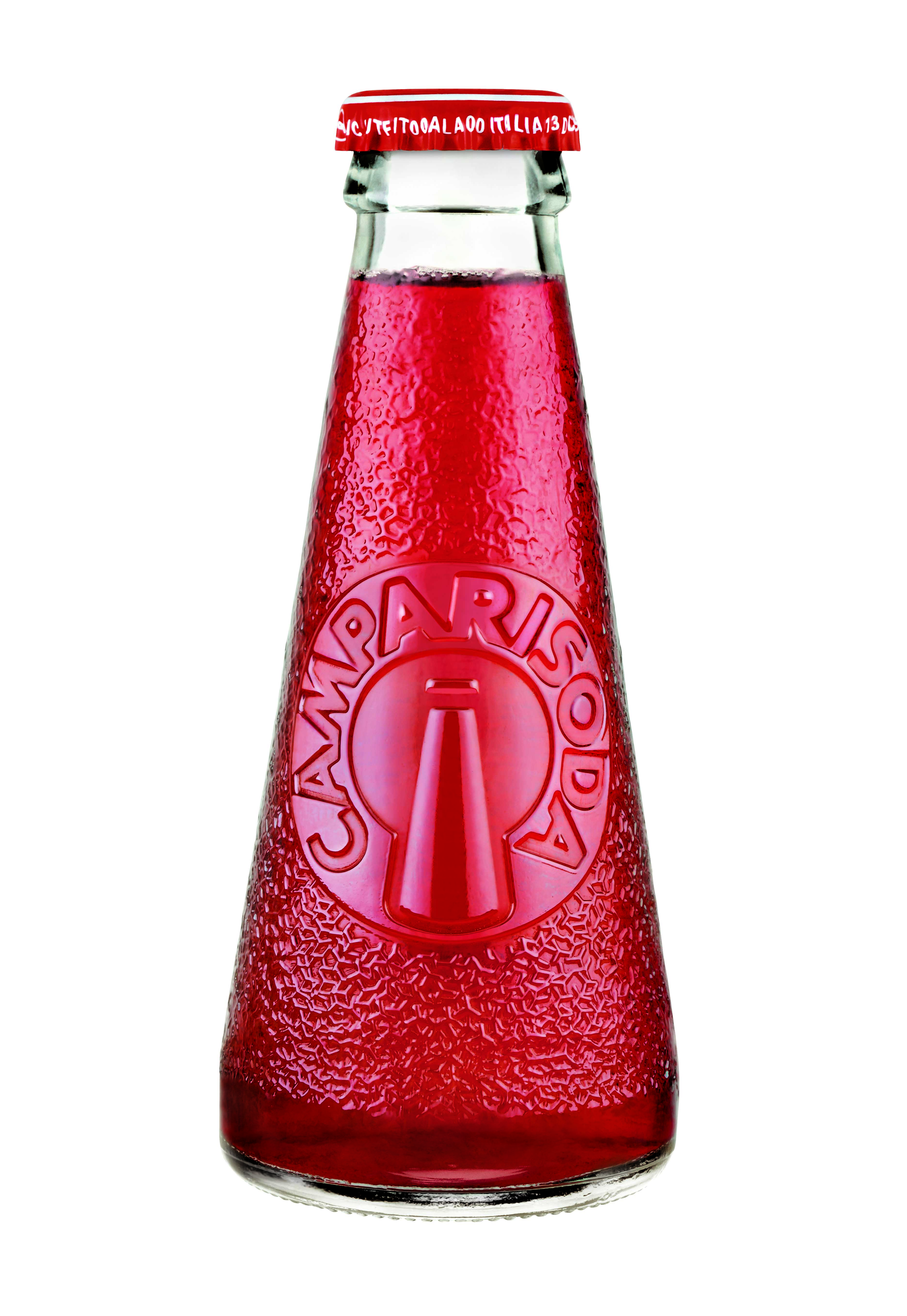
Campari Soda – campari z wodą gazowaną, podawany jako aperitif
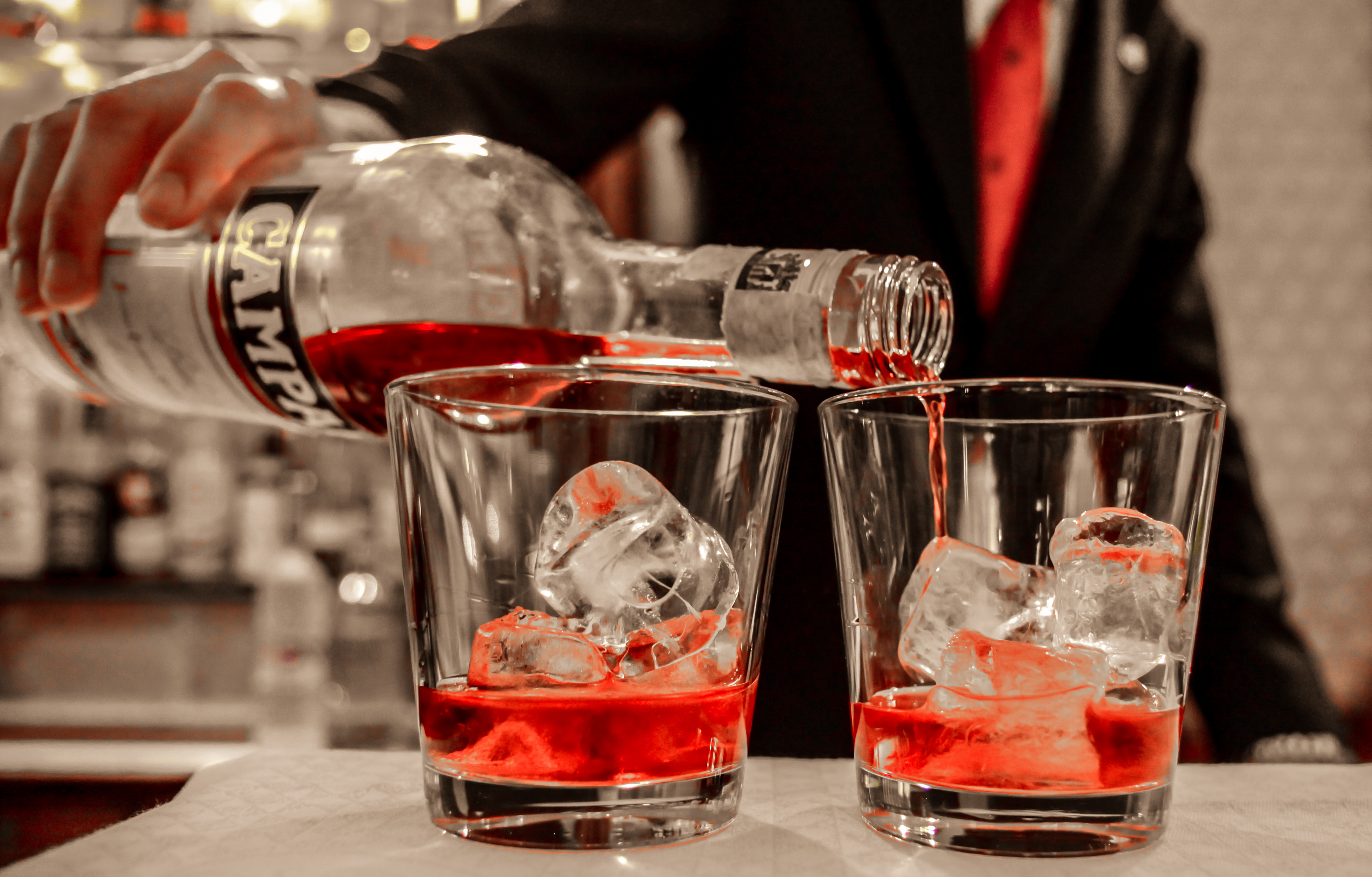
Bitter rozlewany do szklanek